# Imagetank
Een imagetank is een draagbaar apparaat bedoeld om grote hoeveelheden digitale foto's te kunnen opslaan. Het is voor te stellen als een iPod-achtig apparaatje dat op een digitale camera aangesloten kan worden en wat dan fungeert als tussenopslag. De opslagruimte is variabel tussen de 40 GB en 1 TB.

## Constructie
Het apparaat bestaat minimaal uit de volgende componenten:
- een kleine harddisk (maar er bestaan ook imagetanks die opslaan op (mini-)cd of dvd)
- aansluiting(en) voor een of meer typen geheugenkaarten

Mogelijke andere componenten zijn:
- een lcd-scherm
- een bedieningsknop of bedieningspaneel
- een aansluiting voor de pc voor het overzetten van de gegevens van de harddisk naar de computer
- een aansluiting voor een televisietoestel als vervanging van of aanvulling op het lcd-scherm

## Extra functionaliteiten
Op zo'n apparaat kunnen ook andere dingen opgeslagen worden dan alleen foto's. MP3-bestanden bijvoorbeeld. En als er in plaats van een monochroom schermpje een kleurenscherm gebruikt wordt, dan zijn er de foto's ook weer op bekijken.
De al eerder genoemde iPod zou op zich heel geschikt zijn voor foto-opslag, alleen heeft die geen geheugenkaartaansluiting. Er zijn inmiddels echter speciale kaartlezers verkrijgbaar waarmee van de iPod een imagetank is te maken.
Er zijn fabrikanten die nog verder gaan en complete multimediamachines leveren waarop niet alleen foto's en mp3's opgeslagen kunnen worden, maar ook DivX- en XviD-video's en games.